# Скотт (округ Монро, Вісконсин)
Скотт (англ. Scott) — місто (англ. town) в США, в окрузі Монро штату Вісконсин. Населення — 106 осіб (2020).

## Демографія
Згідно з переписом 2010 року, у місті мешкало 135 осіб у 48 домогосподарствах у складі 39 родин. Було 71 помешкання
Расовий склад населення:
| - 90,4 % — білих - 5,9 % — осіб інших рас |

До двох чи більше рас належало 3,7 %. Частка іспаномовних становила 8,1 % від усіх жителів.
За віковим діапазоном населення розподілялося таким чином: 20,7 % — особи молодші 18 років, 64,5 % — особи у віці 18—64 років, 14,8 % — особи у віці 65 років та старші. Медіана віку мешканця становила 44,5 року. На 100 осіб жіночої статі у місті припадало 121,3 чоловіків;  на 100 жінок у віці від 18 років та старших — 127,7 чоловіків також старших 18 років.
Середній дохід на одне домашнє господарство  становив 68 209 доларів США (медіана — 63 333), а середній дохід на одну сім'ю — 91 518 доларів (медіана — 88 125). Медіана доходів становила 70 625 доларів для чоловіків та 29 375 доларів для жінок. За межею бідності перебувало 16,7 % осіб, у тому числі 0,0 % дітей у віці до 18 років та 16,0 % осіб у віці 65 років та старших.
Цивільне працевлаштоване населення становило 64 особи. Основні галузі зайнятості: сільське господарство, лісництво, риболовля — 34,4 %, освіта, охорона здоров'я та соціальна допомога — 15,6 %, роздрібна торгівля — 14,1 %.